# Typhaceae
Esta entrada refiere a Typhaceae sensu lato, la familia circunscripta por los géneros Typha y Sparganium. Para ver tifáceas en sentido estricto, separadas de las sparganiáceas, referirse a los artículos correspondientes en Typha y Sparganiaceae.
Las tifáceas en sentido amplio (nombre científico Typhaceae sensu lato) forman una familia de plantas distribuidas más o menos por todo el mundo, características de hábitats acuáticos y humedales. Las hojas son lineales y muchas veces esponjosas. Poseen inflorescencias determinadas, terminales, altamente modificadas con numerosas flores pequeñas densamente agrupadas, las inflorescencias como resultado tienen aspecto de espigas elongadas o aglomeraciones globosas, las flores masculinas posicionadas arriba de las femeninas. Son polinizadas por el viento. En su circunscripción según el sistema de clasificación APG III (2009), Judd et al. (2007) y en la de Kubitzki (1998) y también según el APWeb (2001 en adelante), la familia incluye a los géneros Typha y Sparganium. Según el más antiguo sistema de clasificación APG II del 2003 la familia incluía sólo al género Typha, y Sparganium, que es el clado hermano, pertenecía a su propia familia Sparganiaceae.
En el sistema de clasificación propuesto por Judd et al. (1999) que dividía a Poales en órdenes más pequeños, y en el de Cronquist (1981, 1988) estos dos grupos pertenecían al orden Typhales, con esta misma circunscripción.

## Descripción
Introducción teórica en Terminología descriptiva de las plantas
Hierbas rizomatosas, acuáticas o de tierras húmedas, con hojas y tallos flotantes en su parte distal o emergentes. Pelos simples. 
Hojas de disposición alterna, dísticas, simples, lineales, de margen entero, con venación paralela, muchas veces esponjosas, con canales de aire y particiones que contienen células estrelladas, envainadoras en la base, sin estípulas. 
Inflorescencias determinadas, terminales, altamente modificadas con numerosas flores densamente agrupadas y que tienen aspecto de espigas elongadas o aglomeraciones globosas, las flores masculinas posicionadas arriba de las femeninas, muchas veces con una bráctea lineal subyacente. 
Las flores son unisexuales, las plantas monoicas, flores radiales. 
Los tépalos son 1 a 6 y reducidos, con forma de bráctea, o con forma de cerda y numerosos, o con forma de escama, separados. 
Los estambres son 1 a 8, los filamentos separados o connados en la base, las anteras con el tejido conectivo a veces expandido. 
El polen es uniporado, en mónadas o en tétradas. 
3 carpelos, connados, usualmente sólo 1 de ellos es funcional, ovario súpero, con placentación apical (y usualmente 1 lóculo), muchas veces sobre un pie, un estigma, extendido a lo largo de un lado del estilo. 1 óvulo. 
No hay nectarios. 
El fruto es una drupa carnosa seca-esponjosa, o un folículo con aspecto de aquenio. 
La semilla con un poro, a través del cual emerge el embrión.

## Ecología

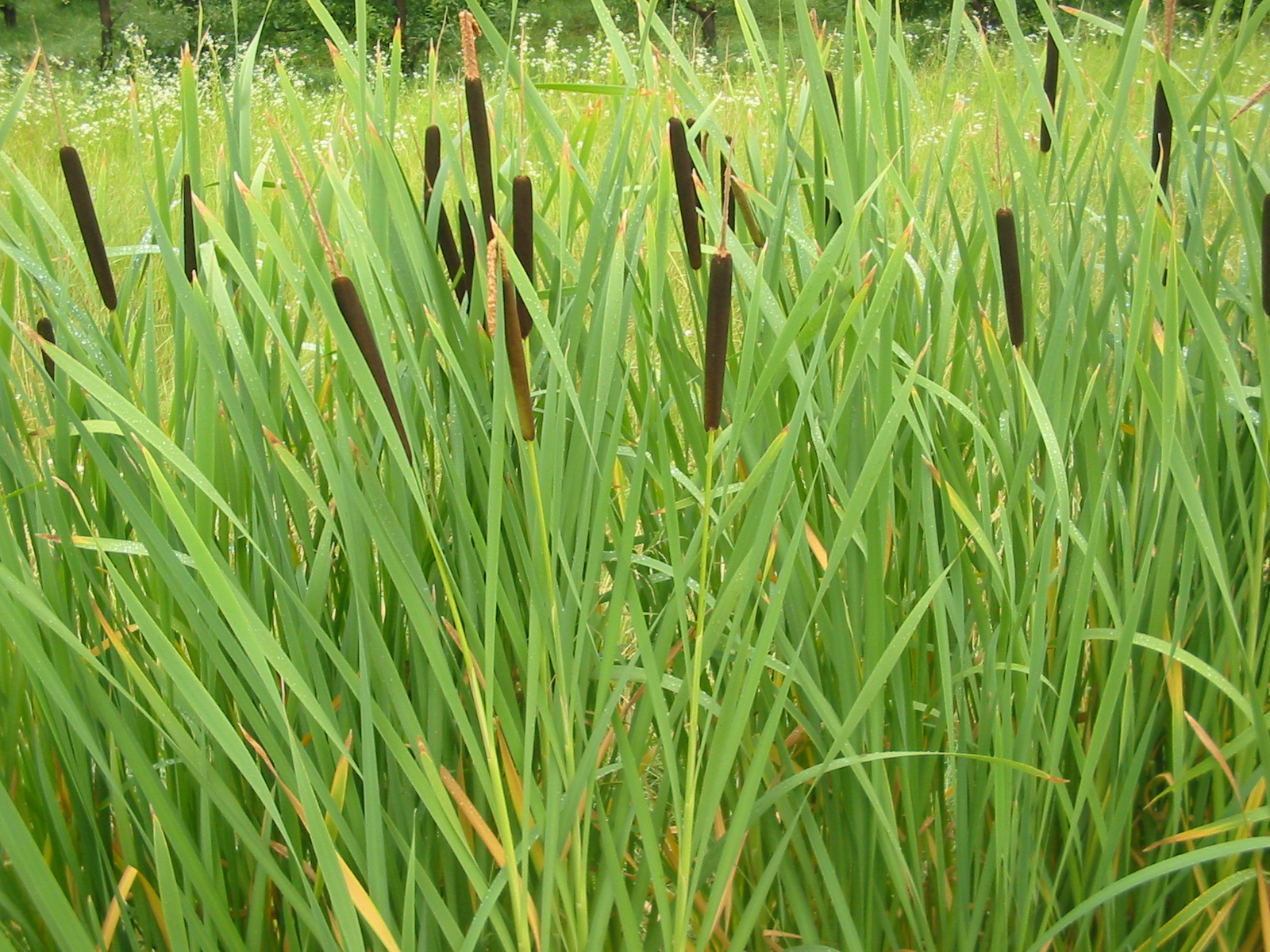
Typha latifolia

Ampliamente distribuidas, especialmente en el Hemisferio Norte, son características de hábitats acuáticos y de tierras húmedas, especialmente humedales.
Las tifáceas sensu lato son polinizadas por viento. 
Las cerdas del perianto persistente de Typha ayudan a la dispersión de los frutos tipo aquenio (que después de la dispersión se abren, liberando la única semilla). Las drupas secas-esponjosas de Sparganium pueden ser dispersadas por pájaros, mamíferos, o agua (flotan debido a la capa exterior esponjosa del fruto).

## Filogenia
Introducción teórica en Filogenia
Los análisis cladísticos con caracteres morfológicos (Dahlgren et al. 1985, Linder y Kellogg 1995, Stevenson y Loconte 1995, Stevenson et al. 2000) sostienen fuertemente la monofilia de esta familia, constituida por los dos géneros mencionados. Los análisis basados en secuencias de ADN son más equívocos, algunos apoyan (Chase et al. 1993, Duvall et al. 1993, Davis et al. 2004) y otros no (Chase et al. 2000) la monofilia del grupo. Un análisis de secuencias de rbcL y morfología (Chase et al. 1995b, Michelangeli et al. 2003) también sostuvo la monofilia de esta familia.

## Taxonomía
Introducción teórica en Taxonomía
La familia fue reconocida por el APG III (2009), el Linear APG III (2009) le asignó el número de familia 91. La familia ya había sido reconocida por el APG II (2003).
2 géneros, según Royal Botanic Gardens, Kew (visitado en enero del 2009):
- Sparganium L., Sp. Pl.: 971 (1753). Zonas templadas del hemisferio norte.
- Typha L., Sp. Pl.: 971 (1753). Cosmopolita.

## Importancia económica
Los dos géneros son ocasionalmente utilizados como ornamentales.
Las hojas de Typha son usadas como material de tejido.
Los rizomas llenos de almidón, las inflorescencias masculinas jóvenes, y el polen de los dos géneros pueden ser consumidos como alimento.